# Franci Steinman
Franci Steinman, slovenski gradbenik in politik, * 20. december 1952, Maribor.
Je redni profesor za hidravliko na Fakulteti za gradbeništvo in geodezijo Univerze v Ljubljani (FGG) in predstojnik njenega vodnogospodarskega inštituta. 
Med 24. julijem 1997 in 31. marcem 2000 je bil državni sekretar Republike Slovenije na Ministrstvu za okolje, prostor in energijo Republike Slovenije.